# 디에이드
디에이드는 대한민국의 인디밴드이다. 
멤버 : 김규년, 안다은

## 개요
대한민국의 2인조 밴드. 어쿠스틱 콜라보의 멤버였던 안다은과 우디킴이 소속사를 나와 독립하면서 따로 기획한 그룹이다. 어쿠스틱 콜라보 시절과 비슷하게 공연을 주로해서 실물은 보기 쉽지만 TV에선 보기 어렵다.
어쿠스틱 콜라보의 2기 멤버라고 볼 수 있는 안다은과 우디킴(김규년)이  기존 소속사인 모그커뮤니케이션과 수익금 분배 및 부당 대우 등으로 갈등을 빚어오다 2016년 6월 29일 소속사 측에 전속계약 해지를 통보, 홀로서기를 결정했고,  2016년 7월 6일 예전 그룹명 '어쿠스틱 콜라보'에서 '디에이드'로 새 출발을 시작했다.
'디에이드(The ADE)'라는 이름은 김규년이 안다은의 이름의 이니셜을 따서 직접 지은 것이라고 한다. 
김규년 피셜 비주얼 그룹
이에 대해 소속사는 몇 번의 언플을 시도했지만 여론은 모그 측에 호의적이지 않았다.   

## 디스코그래피

### 정규
- 사랑론 (2019년 11월 21일 발매)

1. 너를 담다
2. 내 사랑은 너로 끝이 났어
3. 변했어
4. 사랑에 빠진 순간
5. 애매한 사이
6. 달라졌을까, 우리(Feat. 적재)
7. 만약에 나
8. 인정 못 해
9. Rainy
10. 보고싶어요
11. 하얀 눈꽃처럼
12. 쉬어가도 돼요
13. 달라졌을까, 우리 (Solo Ver.)

### EP
- Reborn (2016년 10월 11일 발매)

1. 알러지
2. 사랑, 해도 될까요?
3. 행복했다
4. 너를 그리며
5. 안다옹
6. 사랑, 해도 될까요? (Inst.)

- 0.5 (2018년 10월 18일 발매)

1. 나는요
2. 헤어지고 있었어
3. 이런 나라서
4. 창 밖
5. 기싱꿍꺼또
6. 헤어지고 있었어 (Inst.)

- Imagine (2019년 3월 6일 발매)

1. 같아서
2. 마음 없이 지내기로 해
3. 상상
4. 다녀왔습니다
5. Dear

### 디지털싱글
- 알았더라면 (2016.11.04)

1. 알았더라면
2. 알았더라면 (Inst.)

- 빛 (2016.12.12)

1. 빛
2. 잘자요, Good night

- 닮은거래요 (2017.03.27)

1. 닮은거래요
2. 닮은거래요 (Inst.)

- 달콤한 여름밤 (2017.07.19)

1. 달콤한 여름밤
2. 달콤한 여름밤 (Inst.)

- 겨울소나기 (2018.01.21)

1. 겨울소나기

- 예쁜 쓰레기 (2018.08.23)

1. 예쁜 쓰레기
2. 예쁜 쓰레기 (Inst.)

- 그대를 사랑하는 10가지 이유 (2019.04.30)

1. 그대를 사랑하는 10가지 이유
2. 그대를 사랑하는 10가지 이유 (Inst.)

- 달라졌을까, 우리(feat. 적재) (2019.10.24)

1. 달라졌을까, 우리 (feat. 적재)

### OST
- 16.11.22 / 우리 집에 사는 남자(드라마) / 우리 집에 사는 남자 OST Track.7

1. 첫눈이 내리면
2. 첫눈이 내리면 (Inst.)

- 17.04.27 / 추리의 여왕 / 추리의 여왕 OST Part.2

1. 하루
2. 하루 (Inst.)

- 17.10.20 / 더 패키지 / 더 패키지 OST Track.2

1. Unreal
2. Unreal (Inst.)

- 18.03.29 / 손 꼭 잡고, 지는 석양을 바라보자 / 손 꼭 잡고, 지는 석양을 바라보자 OST Part.1

1. If you
2. If you (Inst.)

- 18.06.04 / 트래블링 뮤즈 / 트래블링 뮤즈(TRAVELING MUSE) PROJECT ALBUM

1. 가끔씩은 내 생각하니
2. 가끔씩은 내 생각하니 (Inst.)

- 18.10.08 / 최고의 이혼 / 최고의 이혼 OST Part.1

1. 잊혀지는 것
2. 잊혀지는 것 (Inst.)

### 참여 앨범
- 17.03.24 / 싱포유 / 싱포유 - 일곱번째이야기 체인지

중얼거린다
- 17.04.12 / 최낙타 / 조각, 하나

쿡쿡 (Feat. 안다은 of 디에이드)
- 18.04.02 / 심현보 / 너 없이, 꽃놀이

너 없이, 꽃놀이 (feat. 디에이드)
- 18.04.19 / 김규종 / Play in Nature

너란 계절 (feat. 디에이드)
- 19.01.21 / 박종혁 / 창작의 신 Part 3

오늘 하루 (feat. 디에이드)
- 19.02.08 / 윤한솔 / 별, 우리

별, 우리 (with 안다은 of 디에이드)
- 19.05.11 / 혁 / If Only

If Only (Feat. 안다은 of 디에이드)

## 방송 출연
16.12.03 문화콘서트 난장
16.12.05 이야기콘서트 휴
17.03.18 싱포유 14회
17.07.01 뮤직타임 락 드림 91회
17.07.28 아리랑 TV I'm Live 18회
17.08.28 이야기콘서트 휴
17.09.23 문화콘서트 난장
18.03.07 트래블링 뮤즈 3회
18.05.19 문화콘서트 난장
18.07.25 콘서트 문화창고 3회
18.09.10 뮤직타임 락 드림 154회
18.10.11 청춘버스킹
18.10.17 SHOW CHAMPION 289회
18.10.18 엠카운트다운 592회
18.10.21 SBS 인기가요 979회
18.10.30 THE SHOW 169회
18.11.01 엠카운트다운 594회
18.11.03 쇼! 음악중심 609회
18.12.11 더 스테이지 빅플레저 99회
18.12.09 미스터리 음악쇼 복면가왕 181회 첫눈vs고드름 (믿어요 첫눈에 반한다는 말을 믿어요 첫눈)
18.12.18 미스터리 음악쇼 복면가왕 182회 첫눈vs녹색괴물, 첫눈vs런던버스 (믿어요 첫눈에 반한다는 말을 믿어요 첫눈)
19.01.13 창작의 신 : 국민 작곡가의 탄생 7회
19.01.19 문화콘서트 난장
19.04.10 콘서트 문화창고 33회
19.05.11 문화콘서트 난장
20.11.28 쇼! 음악중심 704회
20.12.06 SBS 인기가요 1074회